# Carolin Würfel
Carolin Würfel (* 18. Mai 1986 in Leipzig), geb. Grundmann, ist eine deutsche Autorin, Journalistin und Schriftstellerin.

## Leben und Werk
Carolin Würfel wuchs in Leipzig auf. Sie ist die Tochter der Leipziger Juristin Constanze Würfel und des Berliner Juristen und Kunstsammlers Stefan Haupt. Ihre Großmutter ist die ehemalige DDR-Journalistin und Auslandskorrespondentin Maxi Haupt.
Nach ihrem Abitur 2005 am Leipziger Robert-Schumann-Gymnasium studierte sie an der Freien Universität Berlin und der Sabancı-Universität in Istanbul Geschichte und Publizistik- und Kommunikationswissenschaft. In ihrer Bachelorarbeit beschäftigte sie sich mit dem Thema Die Grenzen der Kunst in der DDR (1949–1969). Zensur und Selbstzensur in der Literatur. Anschließend studierte sie an der FU Berlin Public History. Das Studium schloss sie im Jahr 2012 mit einem Master of Arts ab.
Seit 2012 ist Würfel als Journalistin und Autorin tätig. Ihre Texte erschienen unter anderem in Vogue.de, Die Zeit, Zeit Online, Frankfurter Allgemeine Zeitung, Frankfurter Allgemeine Sonntagszeitung, Der Tagesspiegel, Monopol und SZ-Magazin. Seit 2016 schreibt sie vor allem für die Wochenzeitung Die Zeit. Ihre journalistischen Schwerpunkte sind Feminismus und Ostdeutschland. 2020 arbeitete sie außerdem als Dozentin an der Freien Universität Berlin und unterrichtete journalistisches Schreiben für junge Historiker. 2021 schrieb sie an den Drehbüchern für die Serie Sam – Ein Sachse (Ausstrahlung: 26. April 2023 auf Disney+) mit. Die Serie basiert auf der wahren Geschichte von Samuel Meffire, Ostdeutschlands erstem schwarzen Polizisten. Seit 2024 veröffentlicht sie auch auf Englisch und ist als Autorin für die britische Zeitung The Guardian tätig.
Würfel lebt in Berlin und Istanbul und war mit dem Galeristen Alfons Klosterfelde verheiratet, von dem sie in Trennung lebt.

### Werke
Im Januar 2019 veröffentlichte Hanser Berlin Würfels erstes Buch Ingrid Wiener und die Kunst der Befreiung. Wien 1968. Berlin 1972. Im September 2022 erschien ihr zweites erzählerisches Sachbuch mit dem Titel Drei Frauen träumten vom Sozialismus. Im Frühjahr 2025 veröffentlichte Würfel ihren Debütroman Zuhause ist das Wetter unzuverlässig. Der Roman war für den Lit.Cologne Debütpreis nominiert.

## Kontroversen
Einem breiteren Publikum wurde Carolin Würfel im November 2017 durch ihren Text Wir wissen es auf Zeit Online bekannt. In dem offenen Brief beschuldigte sie die „Berliner Kulturelite“, sexuelle Belästigung und strukturellen Machtmissbrauch in den eigenen Reihen zu tolerieren. Alex Rühle schrieb in der Süddeutschen Zeitung, ihr Text sei eine Abrechnung. „Aber nicht mit einzelnen Personen, sondern mit einer Kultur der Niedertracht. Und einer Kultur des kollektiven Schweigens. Von Seiten der Männer wie der Frauen.“ Jakob Augstein stellte in seiner Spiegel-Kolumne mit dem Titel Rache ist Blutwurst fest: „Würfels Text war auch nicht normal. Er war ein Ruf zu den Waffen. Denn wir brauchen in der Tat eine Revolution. Eine neue sexuelle Revolution. Wie jede Revolution wird auch diese hier nicht ohne Opfer abgehen. Das ist eine Feststellung, keine Rechtfertigung.“ Sabine Rückert, die stellvertretende Chefredakteurin der Zeit, äußerte sich ebenfalls und veröffentlichte eine Replik auf Zeit Online, in der sie Würfel vorwarf, Aktivismus statt Journalismus zu betreiben. Der Brief und die darauffolgenden Diskussionen und Reaktionen trugen entscheidend dazu bei, dass die MeToo-Debatte auch die deutsche Kulturszene erreichte.
Im September 2018 berichtete Carolin Würfel ausführlich über die Demonstrationen und heftigen Ausschreitungen in Chemnitz und Köthen und ging der Frage nach, wie tief der Rechtsextremismus in den ostdeutschen Bundesländern verwurzelt ist.
Im Dezember 2018 führte sie, im Rahmen der Auseinandersetzungen mit Sexismusvorwürfen an der Stiftung Gedenkstätte Berlin-Hohenschönhausen, exklusiv mit einer der betroffenen Frauen ein Interview.
Im August 2022 veröffentlichte Würfel mit zwei weiteren Autorinnen einen Zeit-Artikel über die ab 2019 gegen den Berliner Galeristen Johann König erhobenen Vorwürfe der sexuellen Belästigung und des Machtmissbrauchs. Königs Anwalt Christian Schertz erwirkte vor dem Landgericht Hamburg eine einstweilige Verfügung (Az. 324 O 397/22) wegen falscher Tatsachenbehauptungen und unzulässiger Verdachtsberichterstattung. Mit dem Urteil des Gerichts wurden Teile der Berichterstattung untersagt, die Berichterstattung jedoch grundsätzlich für rechtens erklärt. Die Zeit entfernte und veränderte Passagen des Artikels, der weiterhin online ist. Verschiedene Künstler verließen nach den Vorwürfen Königs Galerie. Sören Kittel warf Würfel in der Berliner Zeitung einen Interessenkonflikt vor, da sie mit einem Konkurrenten Königs verheiratet sei. Bekannt wurde außerdem, dass Würfel vor dem Artikel das Exposé zu einer Fernsehserie geschrieben hatte, die an König angelehnt sein könnte: Sie sollte von einem Galeristen namens Alexander Fürst und einer Kulturjournalistin namens Maxi Rosenthal handeln, die zu dessen angeblichen sexuellen Übergriffen recherchiert. Im Juni 2023 gab die Staatsanwaltschaft Hamburg bekannt, gegen Würfel ein Ermittlungsverfahren wegen des Verdachtes der üblen Nachrede zu führen. Außerdem wandte sich Johann König an den Beschwerdeausschuss des Deutschen Presserats, um die Zeit-Recherche, an der Würfel beteiligt war, aus publizistischer Sicht anzugreifen. Die Beschwerde wurde im März 2024 einstimmig und in allen von König beanstandeten Punkten als unbegründet zurückgewiesen. Es gebe ein berechtigtes öffentliches Interesse an der Information über die gegen König erhobenen Vorwürfe.

## Bücher
- Ingrid Wiener und die Kunst der Befreiung. Wien 1968. Berlin 1972. Hanser Berlin, Berlin 2019, ISBN 978-3-446-25861-7.
- Drei Frauen träumten vom Sozialismus. Maxie Wander – Brigitte Reimann – Christa Wolf. Hanser Berlin, Berlin 2022, ISBN 978-3-446-27384-9.
- Zuhause ist das Wetter unzuverlässig. Hanser Berlin, Berlin 2025, ISBN 978-3-446-28248-3.